# Ciortalka, Domanivka
Ciortalka (în ucraineană Чорталка) este un sat în așezarea urbană Domanivka din regiunea Mîkolaiiv, Ucraina.

## Demografie
Componența lingvistică a localității Ciortalka
     Ucraineană (100%)
Conform recensământului din 2001, toată populația localității Ciortalka era vorbitoare de ucraineană (100%).